# Huttonaea oreophila
Huttonaea oreophila är en orkidéart som beskrevs av Rudolf Schlechter. Huttonaea oreophila ingår i släktet Huttonaea och familjen orkidéer. Inga underarter finns listade i Catalogue of Life.